# HP TouchPad
El TouchPad es un dispositivo electrónico tipo Tableta PC desarrollado por Hewlett-Packard. Fue anunciado el 9 de febrero de 2011. Funciona como plataforma para medios audiovisuales como libros, periódicos, películas, música, juegos y contenido web. Tal como se anunció, tiene una pantalla de 9,7 pulgadas (24,6 cm) y su sistema operativo es webOS 3.0. Incluye un procesador de doble núcleo Snapdragon de 1.2GHz. El dispositivo también soporta una nueva tecnología de compartición basada en proximidad denominada HP Touchstone Touch-to-Share, que permite que a los dispositivos compatibles intercambiar instantáneamente datos, medios e información vía Bluetooth.
HP anunció el 18 de agosto de 2011 que discontinua el TouchPad.

## Hardware

### Pantalla
La HP TouchPad tiene una pantalla capacitativa multitouch de 9,7 pulgadas (24,6 cm) en formato XGA, la cual tiene una resolución de 1024x768, la misma del iPad 2. Debido a la que usa display glossy, los negros lucen más oscuros y los colores se vuelven más vivos. El TouchPad tiene la pantalla más grande de todos los dispositivos TouchPad.

### Conectividad
El TouchPad usa un chipset Atheros, el cual soporta Wi-Fi 802.11b/g/n y Bluetooth 2.1 + EDR con soporte para A2DP (Distribución de Audio Avanzada). El tablet también incluye una nueva tecnología que permite compartir vínculos, llamadas telefónicas y mensajes de texto entre el TouchPad y el HP Pre3, y posiblemente el HP Veer colocando el teléfono sobre un área designada de la tableta. HP denomina a esta tecnología "Touch to Share". El intercambio de información se hacía mediante el emparejamiento Bluetooth. Aunque el tablet no dispone de radio gsm, es posible recibir llamadas, correos electrónicos y mensajes de texto que un Pre 3, un Veer, un Pre 2, un Pre Plus, un Pre, un Pixi Plus o un Pixi recibe mediante la utilización de un Perfil Palm.

### Alimentación y batería
El TouchPad tiene una batería recargable de 6300mAh, se puede cargar a través de un conector MicroUSB, o se puede cargar inlambricamente con un "Touchstone Charger.". Durante la carga, el TouchPad entra en un modo denominado exhibición, el cual se explica más adelante. El tiempo de vida de la batería es hasta ahora desconocido.

### Accesorios opcionales
Touchstone
El Touchstone para el TouchPad es un dock de recarga inalámbrica. Al colocar el TouchPad en este dock se cambia a modo exhibición, en el cual muestra las fotos y trabajos como un marco digital. Se puede personalizar en varias formas, desde mostrar un agenda hasta hacer una presentación de las fotos en redes sociales como Facebook. El Touchstone también ayuda a la comunicación inalámbrica entre un HP Pre3, y un TouchPad. Solo colocar en una región específica transfirirá los enlaces al Pre. Esta tecnología es denominada Touch to Share.
Estuche
El estuche protege el Touchpad y se convierte en un stand para ver videos y escribir. El TouchPad se puede cargar en el estuche también.
Teclado
HP ha mostrado un teclado inalámbrico Bluetooth para el TouchPad. Tiene una tecla de función webOS al costado de la barra espaciadora. No hay información disponible sobre precio o disponibilidad.